# Ectopius rubellus
Ectopius rubellus là một loài tò vò trong họ Ichneumonidae.